# Fort Street Union Depot
Fort Street Union Depot era una estación de trenes de pasajeros ubicada en la esquina suroeste de las calles West Fort y Tercera en la ciudad de Detroit, Míchigan (Estados Unidos). Sirvió a la ciudad desde 1893 hasta 1971. En la actualidad en el sitio se encuentra la sede del Downtown Detroit del Wayne County Community College.

## Historia
La construcción del edificio comenzó en 1891 y este se abrió al público el 21 de enero de 1893. Esta estaciòn consolidó las operaciones y los servicios de varias compañías ferroviarias que prestaban servicios en Detroit con excepción de Ferrocarril Central de Nueva York y Canadian Pacific Railroad, que usaba la Míchigan Central Station, y del Ferrocarril Grand Trunk Wester, que usaba la Estación de Brush Street. El Ferrocarril de Baltimore y Ohio utilizó la instalación de la calle Fort de forma intermitente. B & O nunca tuvo sus propias pistas entre Toledo y Detroit. Cuando el Ferrocarril Pere Marquette (luego adquirido por el Ferrocarril de Chesapeake y Ohio) manejaba los trenes del Ferrocarril de Baltimore y Ohio al norte de Toledo, estos iban a la calle Fort. Cuando fueron manejados por Míchigan Central (más tarde New York Central) fueron a Míchigan Central Station. Tras su apertura, la estación estaba ubicada en un distrito de transporte que incluía el original Míchigan Railroad Central Depot dos cuadras al sur, y la Detroit and Cleveland Navigation Company cerca del río Detroit.
La estación fue renovada ampliamente en 1946, agregando un restaurante, iluminación fluorescente, una sala de equipajes, puertas de tren y otras comodidades renovadas. La renovación urbana en los años 1950 vio la construcción de Cobo Hall al sur de la estación y la construcción de túneles de la autopista Autopista Lodge debajo de las vías del tren. Sin embargo, debido a la disminución del número de pasajeros, la estación cerró el 30 de abril de 1971. Ante la posibilidad de que fuera demolido se propuso convertirlo en un museo del transporte, un restaurante o un grupo de tiendas minoristas. Alegando un aumento del vandalismo y los peligros causados por los desguazadores, el Ferrocarril de Chesapeake y Ohio consideró sin embargo más económico derribar el edificio, que dejó de existir a principios de 1974. La empresa dijo que lamentaba haber derribado el edificio, pero también que nadie se había ofrecido a comprarlo.

## Arquitectura
El Fort Street Union Depot fue construido en el estilo arquitectónico neorrománico por el arquitecto James Stewart, un seguidor de Henry Hobson Richardson. "Fue descrito por los críticos de arquitectura como monumental y valiente, y con un estilo sólido y agresivo. W. Hawkins Ferry, en su libro The Buildings of Detroit, describió la estación como de 'sólida composición plástica'. Ross y Carlin lo mencionan con orgullo como 'un adorno de la ciudad' en sus Landmarks of Detroit, publicados antes del cambio de siglo". En sus inmediaciones se halla la Iglesia Presbiteriana de Fort Street.

## Servicio
Varios trenes de pasajeros nombrados partieron de la estación; muchos eran trenes insignia de larga distancia de sus respectivos ferrocarriles. El Pere Marquette tenía un servicio sin nombre a Bay City a través de Flint y Saginaw.
| Operadores                                                | Trenes con nombre  | Destino                       | Descontinuado |
| --------------------------------------------------------- | ------------------ | ----------------------------- | ------------- |
| Ferrocarril de Baltimore y Ohio                           | Ambassador         | Baltimore                     | 1964          |
| Ferrocarril de Baltimore y Ohio                           | Capitol-Detroit    | Washington D. C.              | 1968          |
| Ferrocarril de Baltimore y Ohio                           | Cincinnatian       | Cincinnati                    | 1971          |
| Ferrocarril de Baltimore y Ohio                           | Night Express      | Cincinnati                    | 1967          |
| Ferrocarril de Chesapeake y Ohio                          | Sportsman          | Newport News                  | 1968          |
| Ferrocarril de Pensilvania                                | Red Arrow          | Washington D. C. y Nueva York | 1959          |
| Ferrocarril de Pensilvania y Ferrocarril de Wabash        | Chicago Arrow      | Chicago                       | 1949          |
| Ferrocarril Pere Marquette, Ferrocarril Chesapeake y Ohio | Pere Marquette     | Grand Rapids                  | 1971          |
| Ferrocarril Pere Marquette                                | Resort Special     | Bay View                      | 1948          |
| Ferrocarril de Wabash                                     | Wabash Cannon Ball | San Luis                      | 1971          |

## Restos
Partes de la estructura se encuentran en el Museo del Ferrocarril B & O en Baltimore. Varias piezas grandes de la estación se han guardado en un almacén en las cercanías de Fort Wayne.